# 318794 Uglia
318794 Uglia este un asteroid din centura principală de asteroizi.

## Descriere
318794 Uglia este un asteroid din centura principală de asteroizi. A fost descoperit pe 25 septembrie 2005 la observatorul astronomic din Andrușivka. Asteroidul prezintă o orbită caracterizată de o semiaxă mare de 2,74 ua, o excentricitate de 0,25 și o înclinație de 9,1° în raport cu ecliptica.